# 勞聲寰
勞聲寰（1907年—1997年），中華民國陸軍少將及空軍少將，中央軍事政治學校第一期步兵科、中央陸軍軍官學校第六期工兵科、中央航空學校陸空聯絡訓練班、戰地政務研究會第三期、軍官教育總隊第一期畢業。

## 生平與軍事生涯
祖籍廣東海南，一九○七年出生於廣西都安，先後畢業於中央軍事政治學校、中央陸軍軍官學校、中央航空學校陸空聯絡訓練班、戰地政務研究會及軍官教育總隊，曾任職陸軍基層幹部，後奉蔣中正之令調至空軍，負責空軍新進人員之入伍訓練，曾任職空軍入伍生隊長、總隊長、驅逐總隊長及空軍特務第六團團長兼飛行基地陸戰指揮官等職，勞治軍嚴謹，行事嚴而不苛，故頗受部屬愛戴。
勞在軍中亦是允文允武，雖久居行伍，但未嘗停止作詩。

## 空軍生涯
勞聲寰後來進入空軍情報署擔任情報員，曾與大日本帝國海軍航空隊情報員周旋換取情報，也曾經與川系軍閥往來，勸其相忍為國，對安定大後方有著巨大貢獻，抗日戰爭期間，他指揮空軍警衛部隊使用機槍、機炮及高射炮部屬嚴密防空火網，使零式戰鬥機首次在中國戰場血灑長空。
第二次國共內戰古寧頭戰役時，勞善用了自身空陸兩方面的知識，指揮空軍攻擊解放軍第三野戰軍後續增援的登陸部隊，成功殲滅與阻擊來犯共軍，為此次戰役獲勝之重要關鍵。

## 赴臺生涯
1950年赴臺後曾任職國防部參議、總政治部高參、軍人之友社總幹事、軍眷服務處處長及聯勤軍眷管理處處長。

## 晚年生涯
1962年退役後移居美國，為中華民國服務40餘年。
1997年病逝於洛杉磯，享耆壽90歲。